# Обезьяны
Обезья́ны — группа млекопитающих из отряда приматов. В биологической систематике название «обезьяны» может применяться по отношению ко всем представителям инфраотряда Simiiformes или подотряда Haplorhini (оба таксона включают человека, который в обиходном смысле слова обезьяной не является; второй таксон, помимо представителей Simiiformes, включает также долгопятов).
Карл Линней включил в состав рода Simia всех приматов, кроме лемуров, которых он объединил с шерстокрылами в род Lemur, а также людей, орангутанов и шимпанзе, которых он включил в состав рода Homo. Во многих устаревших классификациях подотряд обезьян (Simiae, также Anthropoidea или Pitheci) противопоставляется подотряду полуобезьян (Prosimii). В целом обезьяны считаются более развитыми в эволюционном отношении. Среди обезьян преобладают виды, рождающие одного детёныша.
Обезьяны обитают в тропических и субтропических регионах Америки, Африки (за исключением Мадагаскара), в Гибралтаре, а также в Южной и Юго-Восточной Азии вплоть до Японии. Человек населяет все континенты за исключением Антарктиды (где не живёт постоянно, но постоянно присутствует).
У большинства обезьян белки глаз обычно чёрные, как и зрачки (у людей — белые, что контрастирует со зрачками). Обезьяны отличаются от полуобезьян дневным образом жизни, сложным поведением, всеядностью с уклоном в растительноядность. С этим связаны их многие морфологические особенности, например, сложно устроенный мозг.
После исключения долгопятов из полуобезьян и выделения в отдельный инфраотряд Tarsiiformes их вместе с инфраотрядом Simiiformes объединили в подотряд Haplorhini или «сухоносые» приматы. У «гаплориновых» приматов сухой нос и менее развитое чувство обоняния. Как и у обезьянообразных, у долгопятообразных есть мутация в гене L-гулонолактоноксидазы (GULO), которая обуславливает потребность в витамине С в рационе. Поскольку стрепсириновые (мокроносые) приматы не имеют этой мутации и сохранили способность вырабатывать витамин С, эта мутация сближает долгопятообразных с другими сухоносыми.

## Таксономия
Подотряд обезьян (антропоидов) в старой систематике делился на широконосых обезьян или обезьян Нового Света (Platyrrhini) и узконосых обезьян или обезьян Старого Света (Catarrhini).
В новой систематике настоящих обезьян выделяют в инфраотряд Simiiformes и объединяют с долгопятами в подотряд Haplorhini, а полуобезьян (без долгопятов) — в подотряд Strepsirrhini.

## История подотряда
Древнейшими известными представителями подотряда Haplorhini являются тейярдина и архицебус, жившие около 55 млн лет назад. Ранее к этому подотряду относили антрасимию из Гуджарата, но позже её остатки причислили к виду Marcgodinotius indicus, который входит в состав семейства Asiadapidae мокроносых приматов. Жившие в то же время в Гуджарате на бывшем тогда островом Индостане виды Vastanomys major и Vastanomys gracilis относятся к омомиидам.
Разделение обезьян (Haplorhini) и полуобезьян (Strepsirrhini) по молекулярным данным произошло около 87 млн лет назад.

## Название
Слово «обезьяна» появилось в древнерусском языке как заимствование из перс. بوزینه — «бузинэ» (возможно также влияние ст.‑слав. о҄пица) и стало широко известно после издания «Хожения за три моря» Афанасия Никитина. В словаре Д. Н. Ушакова уточняется, что abü zinä в арабском означает «отец блуда».

## Язык обезьян
В обезьяньих языках присутствуют десятки звуковых сигналов со значением разных явлений окружающего. Есть основания полагать, что в лексиконе языка обезьян есть звуки, обозначающие «дождь».

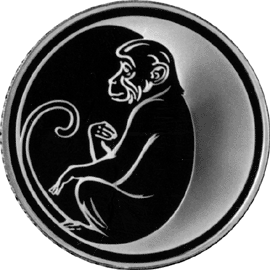
Изображение обезьяны на монете

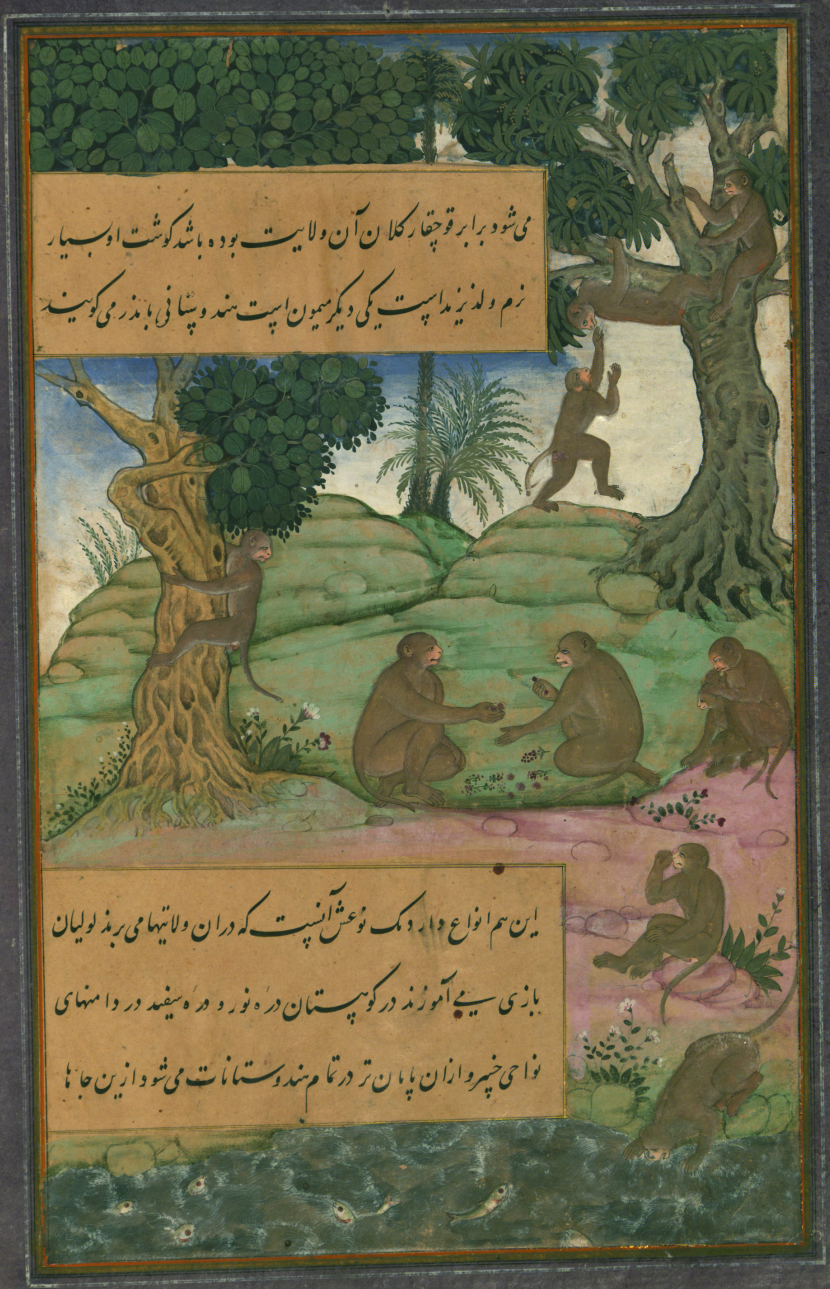
Иллюстрация индийских обезьян, известных как бандар из рукописи Бабур-наме (Воспоминания Бабура)

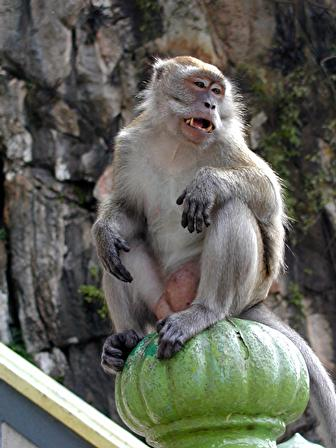
Яванский макак (Macaca fascicularis)

Кенийские обезьяны[уточнить], называемые местными жителями «зелёными кошками», отличаются поразительной способностью общаться звуками. Американские и европейские учёные (П. Марлер и другие) зафиксировали, что ритмичное пощёлкивание обозначает «леопард», серия быстрых свистящих звуков — «по земле ползёт змея», при этом имеется различие в сигналах при ядовитой змее и питоне. Отдельные звуки обозначают хищных птиц, павианов и людей. В лексиконе присутствуют звуковые обозначения «безоружный человек» и «человек с винтовкой или биноклем». Реакция обезьян на воспроизведение записанных звуков характерна даже в отсутствие реальных объектов: крики на леопарда — поднятие на дерево, крики на орла — взгляд вверх, крики на змею — взгляд вниз.
Благодаря исследованиям Г. В. Гершуни в 1970-е годы было установлено сигнальное значение множества голосовых звуков обезьян и выяснено, что имеется много звуковых элементов, сходных по звучанию с фонетическими элементами человеческой речи — гласными, согласными, слогами. Также выяснилось, что эмоциональное значение голосовых звуков обезьян практически полностью совпадает с человеческим.

### Общение с человеком
Обучение обезьян человеческой речи не увенчалось успехом, поскольку их голосовой аппарат (включая мозговые центры управления им) имеет иное строение и не предназначен для воспроизведения сложных звукосочетаний человеческой речи. Зато обезьяны могут научиться зрительным сигналам (например, жестовому языку), как шимпанзе Уошо.
Уошо была воспитана американскими зоопсихологами-супругами Аленом и Беатрис Гарднер и за несколько месяцев овладела несколькими десятками знаков-слов, а в дальнейшем — около 300. Своим словарным запасом она пользовалась творчески, например, желание открыть холодильник и есть выражалось такими знаками: «открытый холодный ящик — есть — пить». Множество фраз было составлено самой Уошо, вроде «дай мне щекотку» — «пощекочи меня». Выражение неприязни к другим происходит через слово «грязный». Утку Уошо предпочла называть «птица-вода», а не специализированным словом.
Первый детёныш Уошо умер вскоре после рождения. Мать долго сидела около него, спрашивая знаками «бэби», «бэби» в ожидании ответа. Вскоре у неё родился новый детёныш Секвойя, которого, по замыслу экспериментаторов, Уошо должна научить языку жестов.
Горилла Коко, обучаемая амслену американской исследовательницей Ф. Паттерсон, быстро освоила 375 знаков и выражала посредством их не только бытовые потребности, но и сложные ощущения и эмоции. Ей были известны такие абстрактные понятия, как «скука», «воображение», прошедшее и будущее время.
Обезьяна Лана, изучившая около 60 лексиграмм на ЭВМ, может составить фразы с просьбой включить кинопроектор, чтобы посмотреть фильм из жизни обезьян, включить магнитофон и так далее. Обезьяны творчески подходят к использованию своего словарного запаса. Шимпанзе Сара выкладывала предложения из пластиковых фигур-слов «по-японски» — сверху вниз.

## Обезьяны в космосе

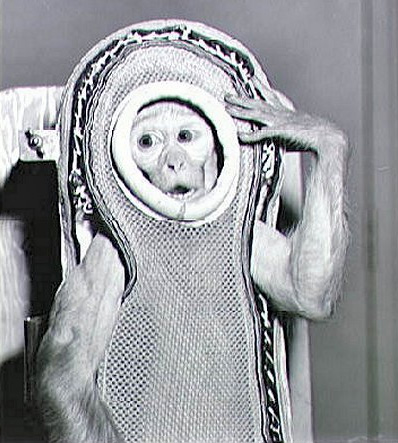
Макак-резус Сэм, поднявшийся в космос на корабле «Меркурий» на высоту 85 км в 1959 году

Обезьяны, как наиболее близкие к человеку по физиологии, многократно запускались в суборбитальные и орбитальные полёты как до, так и после первого полёта человека в космос. Запуски обезьян в космос осуществляли: США, СССР, Франция, Аргентина, Россия, Иран. Всего в космос летали 32 обезьяны.

## В культуре

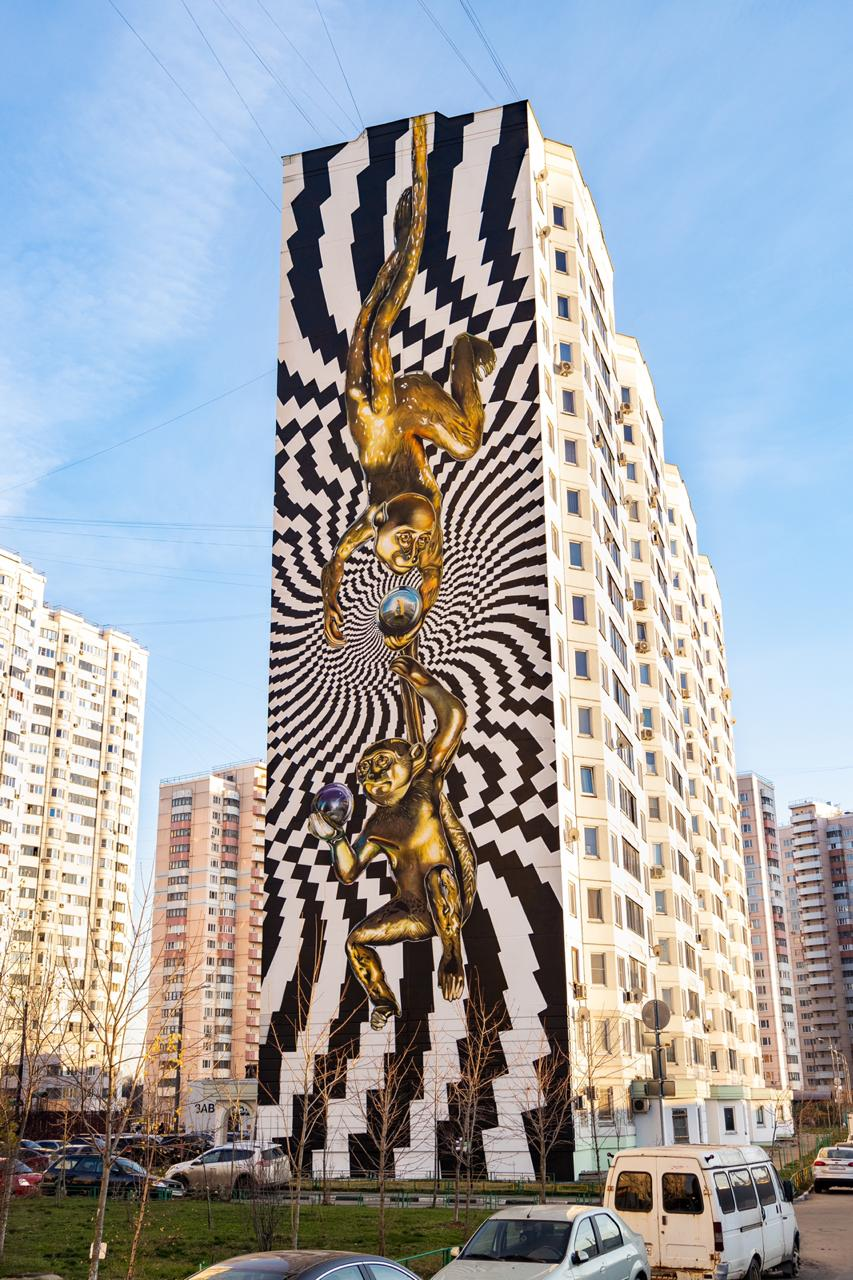
Мурал «Золотые обезьяны с зеркальными шарами». Художник Дмитрий Лёвочкин. «Музей паблик-арта под открытым небом»

- Хануман в индийской поэме «Рамаяна», Сунь Укун в китайском классическом романе «Путешествие на запад».
- Ars simia naturae («Искусство — обезьяна природы»)
- Обезьяна является одним из 12 знаков китайского гороскопа (см. Обезьяна (китайский зодиак)) и одним из 20 — в астрологии майя (в другом переводе — мастер)[19].
- В романе «Планета обезьян» и последующих экранизациях обезьяны (гориллы, шимпанзе, орангутаны) противопоставляются людям. В фильме «Восстание планеты обезьян» вирус, который дал обезьянам разум, оказался смертелен для людей.
- Господин Нильсон — мартышка, которая принадлежит Пеппи Длинный чулок из серии книг Астрид Линдгрен.
- Дарвин — шимпанзе, который фигурирует в мультсериале «Дикая семейка Торнберри».
- В мультсериале «Мой друг — обезьяна» в школу для животных, где учатся в том числе и обезьяны, мальчик Адам Лайон попал по ошибке.
- В мультфильме «Маугли. Похищение» и рассказе «Охота питона Каа» обезьянье племя похитило Маугли и заявило, что он отличается от обезьян только отсутствием хвоста и шерсти.
- «Обезьянки» — советский мультсериал о приключениях детёнышей обезьяны, которые живут со своей мамой в зоопарке.